# Бринг, Май
Май Бринг (швед. Maj Bring, настоящее имя Эбба Мария Бринг (швед. Ebba Maria Bring; 29 августа 1880, Уппсала — 5 декабря 1971, Стокгольм) — шведская художница, писавшая портреты и пейзажи в стиле модернизма. В конце жизни радикально изменила стиль и начала работать в технике коллажа.

## Биография и творчество
Эбба Мария Бринг родилась в 1880 году в Уппсале. Её отец, судья в мировом суде Уппсалы, был широко образованным, начитанным и музыкальным человеком. Его дочь также училась музыке: её обучала игре на фортепьяно Лоттен фон Фейлитцен. Мария не раз гостила в её семье и сдружилась с её дочерью Анной Каспарссон, которая впоследствии также стала известной художницей.
В 1900 году Май Бринг, вместе с двоюродной сестрой Эльзой, поступила в Художественную школу Валанд (швед. Valand målarskola, ныне Академия Валанд) в Гётеборге. Её учителем был Карл Вильгельмсон. Девушке нравились учитель, его манера преподавания и атмосфера в школе, тем не менее уже в 1902 году она поступила в более престижную Королевскую академию искусств в Стокгольме. Однако её вскоре разочаровал царящий в Академии консерватизм: так, мужчины и женщины здесь обучались раздельно, тогда как в Валанде практиковалось совместное обучение. В 1905 году Май Бринг вернулась в Гётеборг, чтобы поучиться там ещё семестр, а затем окончила курс в Академии.
В 1908 году Май Бринг отправилась в Париж, чтобы продолжить своё образование. В 1910 году она в течение нескольких месяцев посещала школу Анри Матисса, с которым впоследствии поддерживала дружеские отношения.
В том же 1910 году Май Бринг вернулась в Швецию и сняла квартиру в Стокгольме, ставшую также её мастерской. Её друзья, в том числе художницы Молли Фаустман и Эллен Тротциг, приходили туда работать; живший в то время в Стокгольме Карл Вильгельм тоже бывал у неё и продолжал давать ей советы. В 1913 году она, вместе с друзьями-художниками, организовала совместную выставку работ, где представила пейзажи и портреты. Её первая персональная выставка состоялась в 1930 году в Стокгольме: на ней экспонировалось около 50 картин и рисунков. Критика была как положительная, так и отрицательная, однако художница болезненно восприняла крайне негативный отзыв Карла Апслунда из газеты Svenska Dagbladet. Следующая её персональная выставка состоялась лишь спустя 23 года. Тем временем Май Бринг открыла собственную художественную школу, которой руководила с 1930 по 1939 год, а в 1949 году она была избрана председателем Шведской ассоциации художниц и занимала эту должность на протяжении двух лет.
По настоятельным советам друзей-художников (в частности, Веры Нильссон) Май Бринг, в возрасте 73 лет, приняла участие в выставке в Стокгольме. Она была уверена, что в последний раз выставляет свои работы, однако уже в следующем году приняла участие в выставке в Норрчёпинге.
В возрасте 80 лет Май Бринг полностью переменила свой художественный стиль. Её близкая подруга Анна Каспарссон, умершая в 1961 году, оставила ей коллекцию бисера и блёсток, которые использовала в собственной работе с тканями. Этот дар пришёлся как нельзя более кстати: Май Бринг страдала из-за проблем со зрением, и ей было трудно рисовать. Поэтому она переключилась на новую технику, создавая изображения из нарезанных кусочков цветной бумаги и приклеенного рядом бисера. Возможно, на неё оказали влияние коллажи Матисса, которые она могла видеть, навещая его в 1950 году. В некоторых своих коллажах Май Бринг использовала библейские мотивы. В 1960 году она также опубликовала свои мемуары, полные юмора и драматизма.
В 1965 году Май Бринг представила свои новые работы на выставке в Стокгольме. Критики увидели в ней оригинальную и самобытную художницу; сама Май Бринг также радовалась обретению нового стиля, в котором, по её собственным словам, нашла себя. Последняя её выставка состоялась в Стокгольме в 1969 году; художнице на тот момент было почти 90 лет.
Художница умерла в 1971 году в Стокгольме и была похоронена на семейном кладбище в Уппсале. Её работы находятся в Национальном музее Швеции, стокгольмском Музее современного искусства, музее Вальдемарсудде и других художественных музеях Швеции.